# Больница Эрдогана
Больница Эрдогана, также известная как больница Дигфер и Сомалийско-турецкий учебный и исследовательский госпиталь, — больница в Могадишо, Сомали.

## Общая информация
Больница Digfer была построена в 1960-х годах с участием итальянских инженеров (Cooperativa Architetti e Ingegneri, Реджо-нель-Эмилия), нанятыми по контракту на строительство её помещений. Название происходит от итальянской строительной компании DigFer (Degola и Ferretti), время изменило его на Digfer или Digfeer. Она служила важным историческим учреждением в столице Сомали. После начала гражданской войны в начале 1990-х больница периодически закрывалась. Больница также некоторое время работала под эгидой Международного медицинского корпуса.
В 2013 году федеральное правительство Сомали достигло соглашения с турецкими властями о ремонте и модернизации инфраструктуры и услуг больницы Дигфер в соответствии с международными стандартами. В январе 2015 года больница была официально открыта на церемонии открытия в Могадишо под руководством президента Сомали Хасана Шейха Махмуда и президента Турции Реджепа Тайипа Эрдогана. Больница Дигфера была тогда переименована в честь турецкого президента в больницу Эрдогана.
Отремонтированная сомалийско-турецкая учебно-исследовательская больница на 200 коек была построена международным органом развития Турции, Турецким агентством международного сотрудничества и развития. Её операционный бюджет составляет 135,7 млн долларов, из которых 85,6 млн долларов планировалось покрыть турецкими властями в течение следующих пяти лет.

## Удобства и услуги
Внутренние помещения площадью 13 500 квадратных метров включают в себя 20 неонатальных инкубаторов, 14 коек для интенсивной терапии новорождённых, 12 коек для интенсивной терапии, 4 операционных, а также лабораторное и рентгенологическое отделения.
Кроме того, здесь есть отделения общей хирургии, нейрохирургии, пластической хирургии, ухода за детьми, акушерства, урологии, внутренних болезней, анестезии, стоматологии и оптометрии.

## Персонал
По состоянию на январь 2015 года в больнице работает примерно 91 сомалийский и 52 турецких администраторов больницы, главных врачей, административных или финансовых директоров, а также 40 сомалийских и 5 турецких сотрудников службы безопасности. Около 36 сомалийских ассистентов также планируют принять участие в ежегодной учебной программе учреждения.